# Mahler (film, 1974)
Pour les articles homonymes, voir Mahler (homonymie).
Pour plus de détails, voir Fiche technique et Distribution.
Mahler est un film britannique réalisé par Ken Russell, sorti en 1974.

## Synopsis
L'action se situe en 1911, lors de son voyage de retour à Vienne, à un moment où Gustave Mahler, malade, ne sait pas encore qu'il n'a plus que quelques jours à vivre. Tout au long de ce voyage, le compositeur, habité par un désespoir profond, revit les étapes importantes de sa vie : son enfance marquée par l'antisémitisme et la violence de son père contre sa mère, son amour pour sa femme Alma, sa conversion au catholicisme, qui facilite son accession à la tête de l'orchestre de Vienne et la disparition de ses proches : le suicide de son frère et la mort de sa fille.

## Fiche technique
- Titre : Mahler
- Titre original : Mahler
- Réalisation : Ken Russell
- Scénario : Ken Russell
- Images : Dick Bush
- Musique : Gustav Mahler
- Montage : Michael Bradsell
- Décors : Ian Whittaker
- Costumes : Shirley Russell
- Producteur : Roy Baird
- Sociétés de production : Goodtimes Enterprises, Visual Programme Systems
- Sociétés de distribution : VPS-Goodtimes (Royaume-Uni), Gaumont Distribution (France)
- Pays de production :  Royaume-Uni
- Langue : anglais
- Format : Couleur (Technicolor) — 35 mm — 1,85:1 — Son : Mono
- Genre : Film dramatique, Film biographique
- Durée : 115 minutes
- Dates de sortie :
  - France : mai 1974  (Festival de Cannes)
  - États-Unis : février 1975

## Distribution
- Robert Powell : Gustav Mahler
- Georgina Hale : Alma Mahler
- Lee Montague : Bernhard Mahler
- Miriam Karlin : Tante Rosa
- Rosalie Crutchley : Marie Mahler
- Gary Rich : Le jeune Gustav Mahler
- Richard Morant : Max
- Angela Down : Justine Mahler
- Antonia Ellis : Cosima Wagner
- Ronald Pickup : Nick
- Peter Eyre : Otto Mahler
- Dana Gillespie : Anna von Mildenburg
- George Coulouris : Docteur Roth
- David Collings : Hugo Wolf
- Arnold Yarrow : Le grand-père
- David Trevena : Docteur Richter
- Elaine Delmar : La princesse
- Benny Lee : Arnold
- Andrew Faulds : Le docteur dans le train
- Otto Diamant : Professeur Sladky
- Michael Southgate Aloïs Mahler
- Kenneth Colley : Siegfried Krenek
- Sarah McClellan : Maria "Putzi"
- Claire McClellan : Anna 'Gucki' Mahler
- Oliver Reed : le conducteur du train

## Commentaires
Russell considère Mahler comme l'un de ses meilleurs films. Il s'agit d'une biographie romancée du compositeur autrichien Gustav Mahler, dans laquelle la musique a une grande importance, ponctuant les diverses scènes, de caractère souvent onirique ou fantasmagorique.
Les scènes oniriques du film sont marquées par des références à Freud ; Mahler avait d'ailleurs consulté ce dernier pour qu'il l'aide à résoudre ses problèmes, notamment conjugaux. Deux scènes d'anthologie sont particulièrement remarquables : la première, dans laquelle Mahler rêve que sa femme et l'amant de cette dernière l'enterrent vivant, est rythmée par des extraits choisis des 5e, 1re, 7e et 9e symphonies ; la seconde, intitulée « La conversion » (parodie d'un film muet se transformant en comédie musicale), met Mahler aux prises avec Cosima Wagner déguisée en nazie, qui adoube Mahler en tant que chrétien. 
Cette scène utilise des éléments du symbolisme wagnérien, tout en les présentant de façon ironique, grâce à la musique de Mahler, qui associe bien souvent ironie et désespoir. En l'occurrence, Cosima apparaît caricaturée en prêtresse sadomaso d'un culte de l'Épée aux accents wagnériens, ayant revêtu casque et porte-jarretelles, arborant fièrement une croix gammée sur ses fesses, brandissant une croix chrétienne comme l'épée de Siegfried, et contraignant le malheureux Mahler à renier ses racines juives au travers d'une série d'épreuves telles que manger du porc ou chanter en sa compagnie un pastiche de la Chevauchée des Walkyries. Cette mise en scène à la fois sordide et clownesque évoque la conversion réelle du musicien au catholicisme. « En mêlant les emblèmes du catholicisme romain, de la mythologie nordique et du nazisme, Russell donne ainsi une image cinématographique de l’art mahlérien du syncrétisme carnavalesque. » Une autre séquence participe de cette vision destructrice associée à Richard Wagner et à sa musique, lorsque Alma Mahler enterre une partition signée par son mari, celle de la 10e symphonie, au son de la Liebestod de Tristan und Isolde.
Comme dans Lisztomania (dans lequel on retrouve les personnages de Richard et Cosima Wagner), Ken Russell émaille son film de références anachroniques ou d'un symbolisme outrancier et grotesque. L'historien Laurent Guido fait ainsi ce commentaire : « Revendiquant sa folie psychédélique jusqu'aux excès de stupidité, le réalisateur exprime son imaginaire fantasque au mépris de toute valeur d'authenticité historique, voire de pertinence intellectuelle ou morale. »
La fin du film met bien en évidence le caractère de profonde tragédie qui habite l'œuvre et la vie de Mahler et, plus largement, du genre humain.
Sélectionné pour la compétition officielle au Festival de Cannes 1974, le film remporte le Prix Vulcain de l'artiste technicien (Grand prix technique).
L'actrice britannique Dana Gillespie qui joue ici le personnage d'Anna von Mildenburg, reprendra son rôle dans un autre film sur la carrière de Mahler, soit Sterben werd ich um zu leben - Gustav Mahler de Wolfgang Lesowsky en 1987.